# Joop van der Heide
Johannes (Joop) van der Heide (Rotterdam, 21 juli 1917 – 29 juli 1980) was een Nederlands voetballer, die van 1935 en 1948 voor Feyenoord speelde. Joop was de oudere broer van Feyenoorder Wim van der Heide en de neef van Wim Landman.
Joop van der Heide was een van de twaalf Feyenoorders, die op 27 maart 1937 met een vriendschappelijke wedstrijd tegen het Belgische Beerschot het nieuwe stadion De Kuip inwijdden. Gadegeslagen door voor 37 825 toeschouwers werd het 5-2 voor de thuisploeg in de stromende regen.
Van der Heide, huisschilder van beroep, speelde in totaal 252 competitiewedstrijden voor de club uit Rotterdam, en maakte hierin één goal. Hij kwam een keer uit voor het Nederlands elftal: op 21 april 1940 in het vriendschappelijke thuisduel tegen België (4-2).